# Vitalij Makarov
Vitalij Makarov, född den 23 juni 1974 i Teguldet, Ryssland, är en rysk judoutövare.
Han tog OS-silver i herrarnas lättvikt i samband med de olympiska judotävlingarna 2004 i Aten.